# Um Reizinho Chamado Macius
Um Reizinho Chamado Macius é uma longa-metragem da Alemanha criada em 2007 por Sandor Jesse. Foi exibido no FICI - Festival Internacional de Cinema Infantil em 2011, transmitido pela TV Cultura no Brasil.
O Filme conta a história de um garotinho que perdeu seus pais (o rei e a rainha), e com isso herda o trono. Um general malvado irá fazer de tudo para ser o rei.

## Sinopse
Pouco antes do seu nono aniversário, Macius sofre um sério golpe: seu pai, o rei, morre. Macius enfrenta grandes mudanças e assume o trono. Mas então, o General descobre que esta é sua grande chance de começar a guerra para virar rei. Quando percebe isto, Macius resolve governar e criar o reino das crianças. Mas ele ainda tem um longo caminho pela frente.